# ノウゼンカズラ
ノウゼンカズラ（凌霄花、紫葳、学名: Campsis grandiflora）はノウゼンカズラ科ノウゼンカズラ属の落葉性のつる性木本。夏から秋にかけ橙色あるいは赤色の大きな美しい花をつけ、気根を出して樹木や壁などの他物に付着してつるを伸ばす。
中国原産で平安時代には日本に渡来していたと考えられる。夏の季語。

## 名称
古名は「ノウセウ（陵苕）」または「ノセウ」で、それが訛って「ノウゼン」となった。蔓が他の木に絡み攀じ登るため「カズラ」の名がついた。また、古くは「まかやき（陵苕）」とも呼ばれた。
「ノウセウ」については凌霄（りょうしょう）の朝鮮読み「ヌンソ」の訛りとする説もある。
別名に「ノウゼン」、「ノショウ」がある。「のうぜんかつら」と表記される場合もあるが誤記。
漢名の凌霄花は「霄（そら）を凌ぐ花」の意で、高いところに攀じ登ることによる命名。漢詩では他物に絡むため愛の象徴となる。また、「陵苕」（リョウチョウ）も本種を表す。現代中国語では「紫葳」（拼音 : zǐ wēi）とも呼ばれる。
花の形がトランペットに似ていることから英語では「トランペット・ヴァイン」（trumpet vine）、「トランペット・クリーパー」（trumpet creeper）あるいは「トランペット・フラワー」と呼ばれる。

## 特徴
蔓性落葉低木で、蔓は長さ3メートル (m) から10 mほどまで生長し、他のものに吸着する付着根（木質の気根）を出して這い登る。樹皮は灰褐色で縦に薄く剥がれ、若い枝は褐色で皮目がある。
幹はフジと同じように太くなる。樹勢が非常に強く丈夫な花木であり、地下茎を延ばし蘖を周囲に芽生えさせ、繁殖する。落葉すると、曲がりくねって伸びる幹や枝の蔓から伸びる付着根が目につく。
葉は奇数羽状複葉で対生する。小葉は2 - 6対（5-13枚）、長さは3 - 7センチメートル (cm) で表裏面ともに無毛、幅は2 - 4 cm、葉縁には粗い鋸歯がある。柄は無柄。側小葉は卵形ないし広卵形または楕円形で、その表面は濃緑色で光沢があり、裏面は帯白緑色。先端は鋭頭または鋭尖頭で基部は広い楔形。側脈は5 - 7対。
花期は7 - 8月。枝先に円錐花序を萌出し、直径6 - 7 cmの橙黄色の花を対生する。花房は垂下し、花冠は広い漏斗型で、先端は5裂し平開する。雄蕊は4本のうち2本が長い。日本では結実しにくい。花は暖地では晩夏から秋にかけ大量に形成される。
落花すると、蜜がたれ周りを湿らすほど。その蜜にメジロや蜂が集まってくる。その蜜にはラパコールという成分が含まれており、弱い毒性がある。そのため、触ると肌がかぶれたり、目に入ると炎症を起こす可能性がある。
冬芽は小さい三角形で淡褐色をしており、側芽は蔓に対生する。対生する葉痕は円形や半円形で大きくて目立ち、両端同士が筋状につながる。葉痕にある維管束痕は、多数が輪になるか弧状に並ぶ。

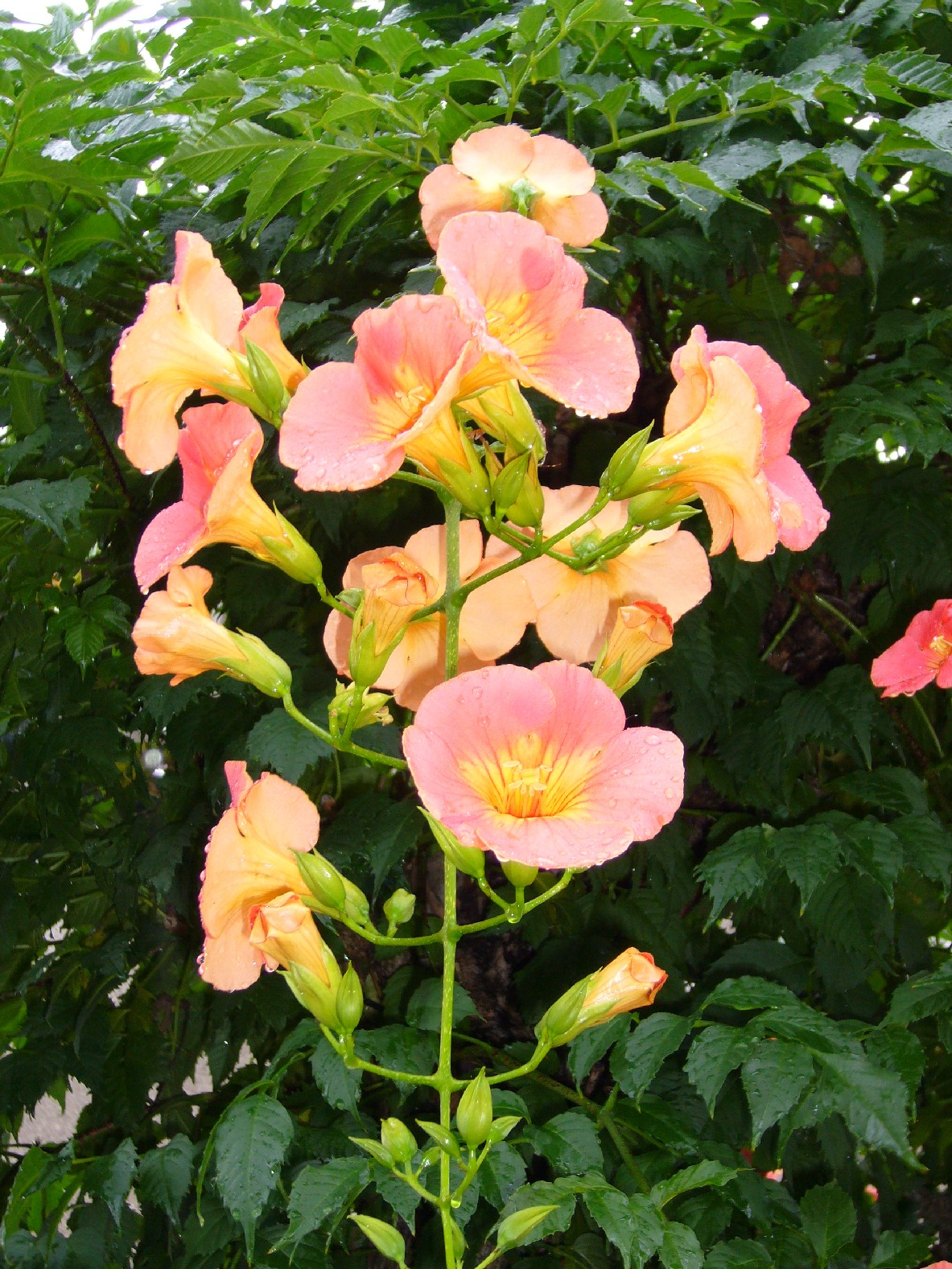
総状花序に並んだ花
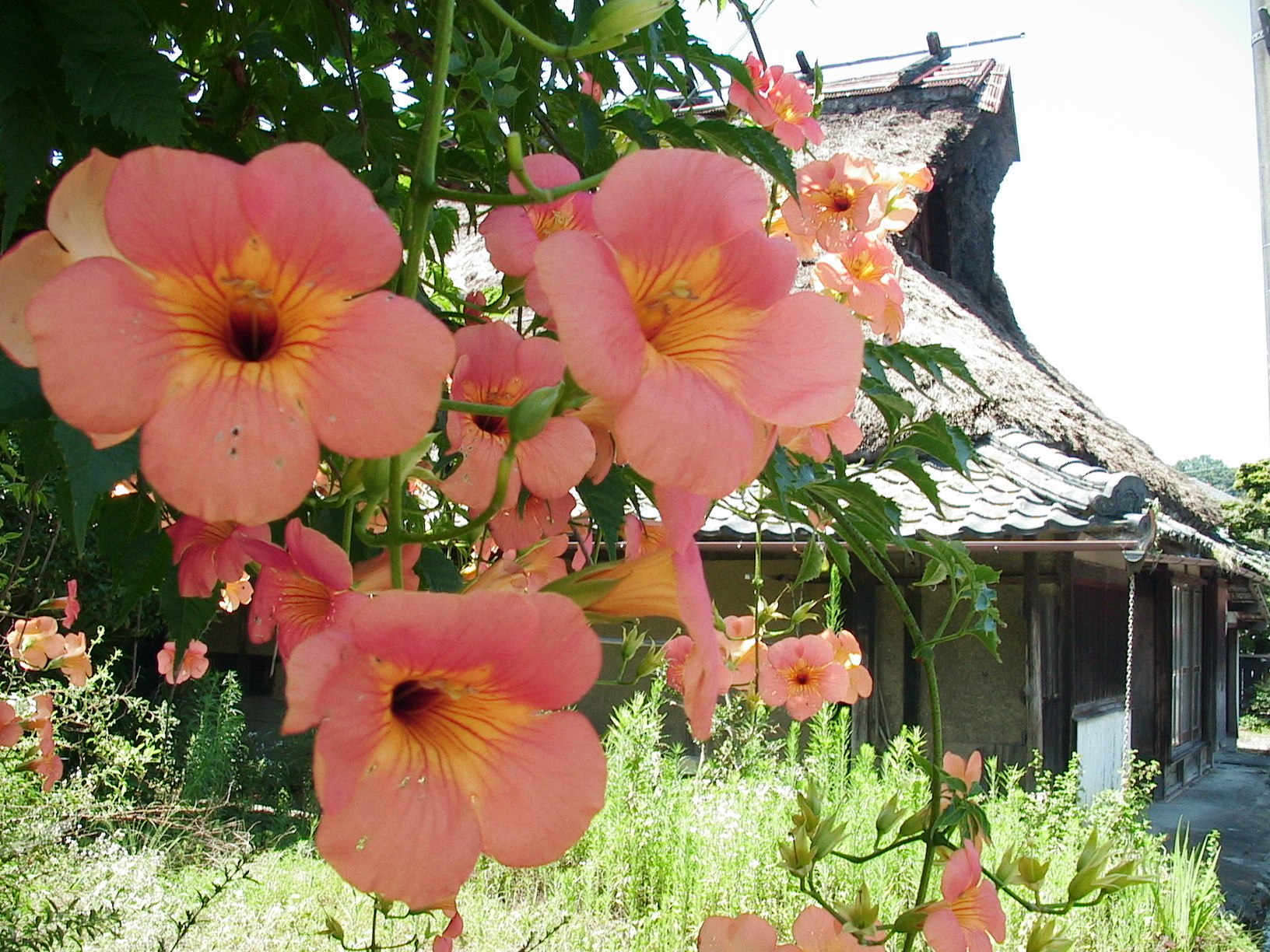
茅葺古民家の庭先に咲くノウゼンカズラ

## 利用
古くから花の観賞用に植えられており、庭園、公園などに蔓の庭木として利用される。日本での植栽地は本州東北地方以南で日当たりと水捌けがよい肥沃地に生育する。また、北海道の札幌近郊など、一部で植栽されている。寒さを嫌うため植え付けは3月下旬から4月上旬にかけ行われる。6月から7月上旬にかけ挿し木で殖やされる。また、樹勢が強く、よく成長するため落葉期の2月に前年の枝を全て切り落とし、幹だけにする整姿剪定が行われる。日光不足では花がつかず、蔓は固定していないと冬に枯れてしまう。近年では赤花や黄花も作出されている。長雨で蕾が落ちやすい。
花や樹皮は漢方薬では利尿や通経に使われる。園芸品種が複数存在し、ピンクや黄色などの花色もある。新梢に房となって花が枝元から次々に咲き、花は毎日のようにすぐに散る。花が終わった新梢をそのままにしておくと、樹の姿が乱れ、樹勢が衰えるので適切な剪定が必要。鳥媒花であり、ハチドリが空中をホバリングしながら嘴を花の中にさし込んで蜜を吸う。

## 迷信
上記、特徴でも記されているように本種には古来より強毒であるとされる迷信がある。中には「ノウゼンカズラの花を触った手で目をこすると失明する」などとする物まである。しかし実際には弱毒であり、少なくとも言われているような簡単に失明事故を起こすような強毒性は有していない。何故このような強毒迷信が伝えられるようになったのか詳細な迷信の由来などは定かではない。一説には花の色や形が似ていて実際に猛毒であるキダチチョウセンアサガオとの混同ではないかとする説もあるが、キダチチョウセンアサガオは葉の形も樹形も葉の大きさもさらには花の大きさもノウゼンカズラとは全く異なる様相であり、果たしてそれとの混同が有りうるのか疑問である。

## 作品
正岡子規の俳句に「家毎に凌霄咲ける温泉（いでゆ）かな」がある。

## 近縁種
ノウゼンカズラ属は本種ノウゼンカズラ C. grandiflora と、アメリカ合衆国南東部原産のアメリカノウゼンカズラ（C. radicans）、およびこれらの雑種ノウゼンカズラ ‛マダムガレン’ C. × tagliabuana からなる。アメリカノウゼンカズラの花は中国系ノウゼンカズラより小ぶりで細長く、濃い赤橙色。

### ノウゼンカズラ ‛マダムガレン’
ノウゼンカズラ ‛マダムガレン’ （C. × tagliabuana 'Madame Galen'、カンプシス ‛マダムガレン’、カンプシス×タグリアブアナ ‛マダムガレン’）は C. grandiflora と C. radicans の雑種で、蔓性の耐寒性木本植物。樹高は5mから10m。花期は6-9月で直径5cmの橙色の花を咲かせる。喇叭形の花房が下垂する。原種より剛健で生育は旺盛、日向と水捌けの良い用土を好む。雨や曇りが続いても蕾は落ちない。小葉は7枚以上で、鋸歯のある細い卵形。